# Протокол о статусе беженцев
Протокол о статусе беженцев — ключевой договор в международном праве о беженцах. Вступил в силу 4 октября 1967 года, его участниками являются 146 стран.
Конвенция Организации Объединённых Наций 1951 года о статусе беженцев дала определения понятия беженец и установила общие основания (время возникновения обстоятельства до 1 января 1951 года, место события— Европа или где-либо ещё) для присвоения этого статуса.
В Протоколе 1967 года были устранены как временные, так и географические ограничения. Это было обусловлено потоками беженцев, возникших в результате деколонизации. Мадагаскар и Сент-Китс и Невис являются участниками только конвенции, тогда как Кабо-Верде, Соединенные Штаты Америки и Венесуэла являются сторонами только протокола.
Государства, ранее ратифицировавшие Конвенцию 1951 года и решившие использовать определение, ограниченное Европой, смогли сохранить это ограничение. Четыре государства фактически выбрали это ограничение: Республика Конго, Мадагаскар, Монако и Турция. Конго и Монако сняли это ограничение после ратификации Протокола 1967 года; Турция сохранила его, а Мадагаскар не ратифицировал протокол.
При этом во всем мире существуют различные определения понятия «беженец».